# Mali Lipoglav
Mali Lipoglav je vas v Mestni občini Ljubljana. V neposredni bližini vasi se nahajajo še naselja Veliki Lipoglav, Podlipoglav ter Brezje pri Lipoglavu (kljub dejstvu, da je edino slovensko naselje z imenom Lipoglav v Občini Slovenske Konjice). Osrednji objekt v Malem Lipoglavu je župnijska cerkev sv. Nikolaja, ki deluje v okviru dekanije Grosuplje in nadškofija Ljubljana. Prvič je bila omenjena leta 1290, vendar je bila v 18. in 19. stoletju prezidana . Pred cerkvenim obzidjem s pokopališčem je kapela, ki jo je poslikal Štefan Šubic, župnišče je enonadstropno z neoklasicistično fasado. Območje Malega Lipoglava je bilo naseljeno že v prazgodovini, saj so v vasi vidni ostanki gradišča Mrdiž z obrambnim nasipom. Nedaleč od vasi se nahaja bolj znano arheološko najdišče Magdalenska gora. Zanimiva primera etnološke vaške dediščine sta še kozolec, Jakopčev toplar, z značilnimi regionalnimi ornamenti in pritlična podolžna hiša (hišna št. 9) z značilnim reliefnim ornamentom na zatrepu (rastlinski motiv), napisom IHS in letnico 1838. V vaško infrastrukturo sodijo tudi podružnična osnovna šola, vrtec, trgovina, gasilski dom ter izletniška kmetija. 
Mali Lipoglav je ob delavnikih z Ljubljano povezan z redno mestno avtobusno linijo št. 26 preko Sostra in Podlipoglava. V vas je mogoče priti tudi iz Grosuplja preko Zgornje Slivnice. Iz Malega Lipoglava vodi označena pešpot na hrib Pugled (615 mnm).